# Confine tra Giordania e Siria
Il confine tra la Giordania e la Siria ha una lunghezza di 362 km e parte dalla triplice frontiera con Israele a ovest fino alla triplice frontiera con l'Iraq a est.

## Descrizione
Il confine inizia a ovest dalla triplice frontiera con Israele, anche se una posizione precisa non è chiara a causa dell'occupazione israeliana delle alture del Golan, rivendicate dalla Siria. La triplice frontiera de jure si trova immediatamente a est della città israeliana di Sha'ar HaGolan, mentre la triplice frontiera de facto si trova all'incrocio del confine con la zona UNDOF delle Nazioni Unite a sud-est di Metzar.
Il confine tra la Giordania e le alture del Golan corre lungo il fiume Yarmouk, il quale prosegue lungo la sezione più occidentale del confine tra la Giordania e la Siria. Il confine lascia il fiume appena ad est di Et Turra, e una serie di linee rette irregolari e brevi procede quindi verso sud-est, passando tra Ar Ramtha e Daraa attraverso il valico di confine di Daraa e fino al valico di confine di Nasib sulla strada Amman-Damasco. A 32°18′40.32″N 36°50′17.52″E vira a nord-est, proseguendo in linea retta attraverso il deserto siriano, e terminando alla triplice frontiera irachena a 33°22′28.92″N 38°47′36.96″E.

## Storia
All'inizio del XX secolo l'Impero ottomano controllava gli attuali territori di Giordania e Siria. Durante la prima guerra mondiale una rivolta araba, sostenuta dalla Gran Bretagna, riuscì a rimuovere gli ottomani dalla maggior parte del Medio Oriente. In seguito all'accordo segreto anglo-francese Sykes-Picot del 1916, il Vilayet ottomano della Siria fu diviso in due, con la Francia che acquisiva il nord e la Gran Bretagna il sud. La sezione francese è stata quindi riorganizzata nel mandato francese della Siria e del Libano. La sezione britannica (grosso modo, la moderna Giordania occidentale) fu contesa tra la Gran Bretagna, il neo-formato Regno Arabo di Siria, i sionisti nel nuovo mandato britannico della Palestina e più a sud Ibn Saud del nuovo regno dell'Arabia Saudita, creando una situazione confusa nella quale la regione era essenzialmente uno spazio non governato. Alla fine nel 1921 la Gran Bretagna dichiarò un mandato formale sulla regione, creando l'Emirato della Transgiordania sotto il governo semiautonomo del re Abdullah I.
Nel periodo 1920-23 Francia e Gran Bretagna firmarono una serie di accordi, noti collettivamente come accordo Paulet-Newcombe, che crearono i moderni confini Giordania-Siria e Iraq-Siria, come emendamento a quella che era stata designata la zona A nell'accordo Sykes-Picot. Una descrizione più dettagliata del confine tra Giordania e Siria fu concordata il 31 ottobre 1931.
Nel 1967 Israele occupò le alture del Golan dopo la guerra dei sei giorni, portando così sotto il suo controllo la parte più occidentale del confine. Ci sono stati numerosi incidenti lungo la frontiera dall'inizio della guerra civile siriana nel 2011.

## Insediamenti vicino al confine

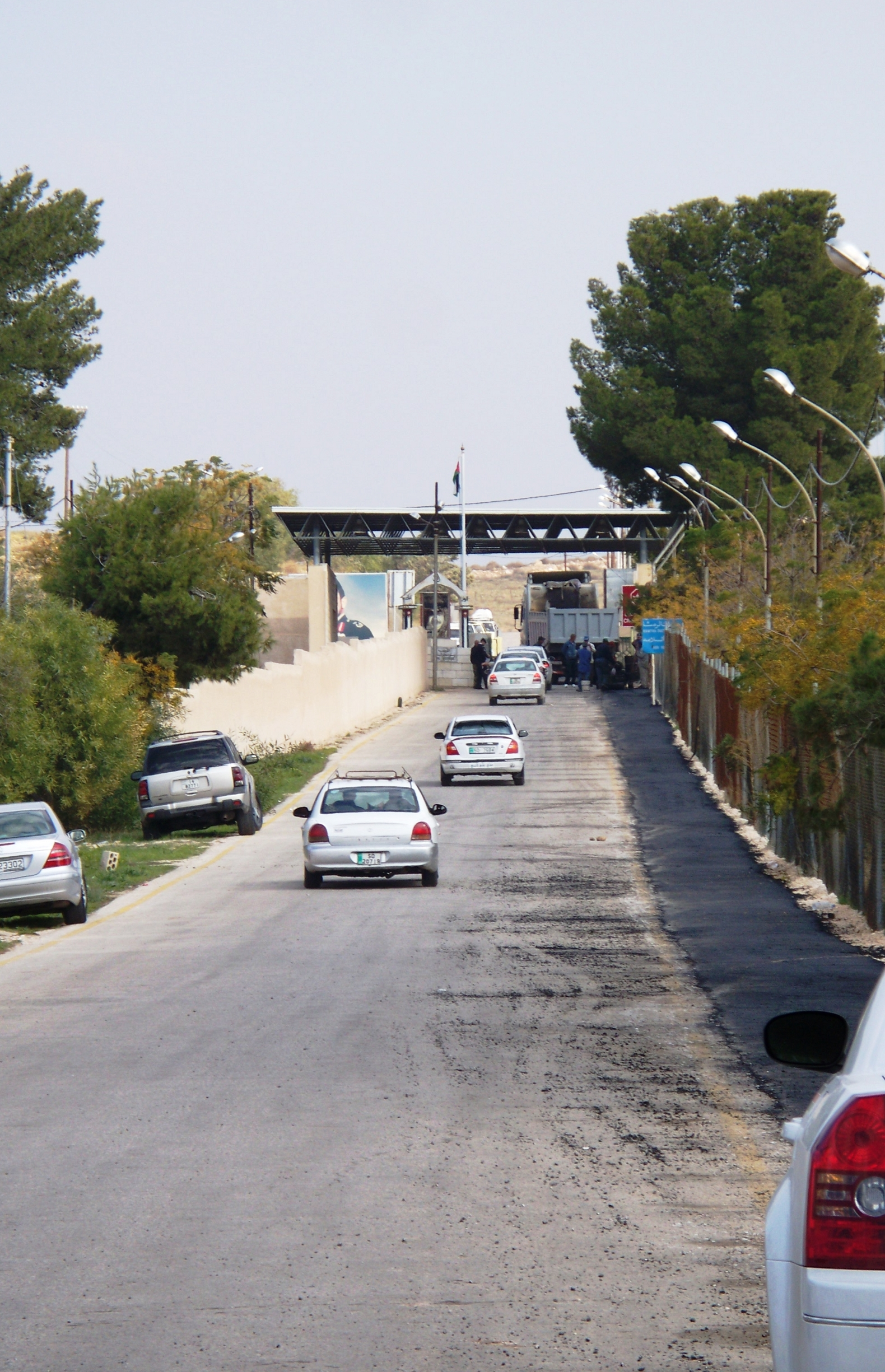
Attraversamento del confine tra Giordania e Siria

### Giordania
- Et Tura
- Ar-Ramtha
- Sama
- Ed Dafyana

### Siria
- Al-Shajara
- Sahm al Julan
- Muzayrib
- Daraa
- A Tayyibah
- Dhibin
- Umm ar Rumman
- Al-Ghariyah al-Gharbiyah
- Rukban

## Valichi di frontiera
- Valico di frontiera di Nasib[8]
- Valico di frontiera di Daraa[9]